# Império do Divino Espírito Santo de São Caetano

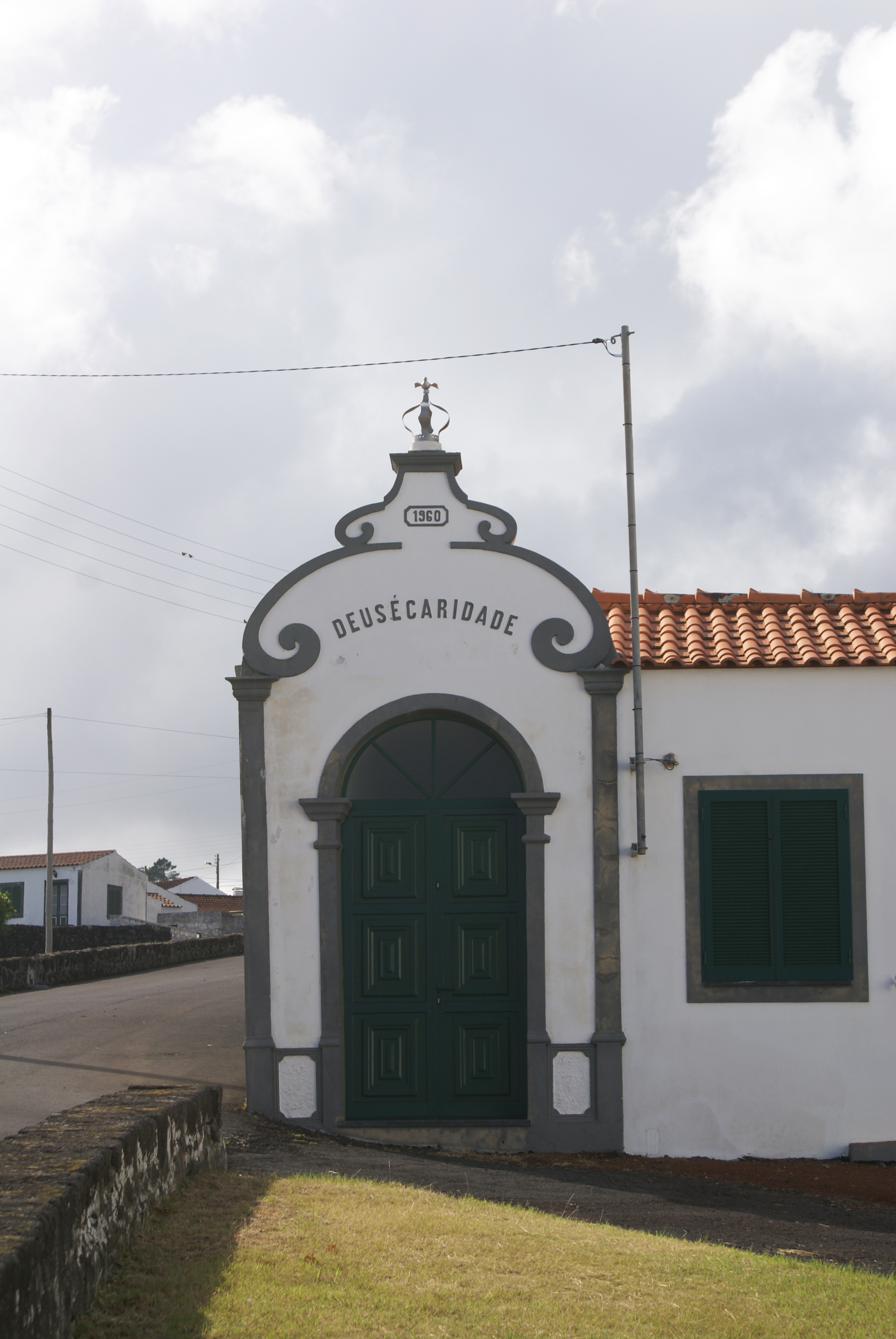
Império do Espírito Santo de São Caetano.

O Império do Divino Espírito Santo de São Caetano é um Império do Espírito Santo português que se localiza na freguesia de São Caetano, concelho de Madalena do Pico, ilha do Pico, arquipélago dos Açores.
Este império foi fundado em 1960, data que ostenta na fachada.